# Rudolf Dollinger
Rudolf Dollinger, född 4 april 1944 i Telfes im Stubai, är en österrikisk före detta sportskytt.
Dollinger blev olympisk bronsmedaljör i fripistol vid sommarspelen 1972 i München.